# 嵐山信号場
嵐山信号場（らんざんしんごうじょう）は、埼玉県比企郡嵐山町大字志賀にある、東武鉄道東上本線の信号場。

## 概要
武蔵嵐山駅より下り小川町駅方面約3.0 km（池袋駅から60.1 km）の地点、嵐山町と小川町の町境付近にある。武蔵嵐山駅側が複線、小川町駅側が単線となる複線始終端形信号場であり、東上本線の複線区間の終端となっている。
森林公園駅以遠の複線化工事の際、当初は小川町駅まで複線にする予定であったが、輸送人員減少に伴う計画の見直しにより当信号場を新設し、複線化区間を短縮した。当信号場の開設に伴い、武蔵嵐山始発・終着列車の設定が廃止された。

## 歴史
- 2005年（平成17年）3月17日：開設[1]。

## 周辺
- 国道254号
  - 小川バイパス
  - 嵐山バイパス

## 隣の施設
東武鉄道
 東上本線
武蔵嵐山駅 (TJ 32) - 嵐山信号場 - 小川町駅 (TJ 33)